# Lãnh thổ Liên bang Naypyidaw
| Tôn giáo ở Naypyidaw (2014) | Tôn giáo ở Naypyidaw (2014) | Tôn giáo ở Naypyidaw (2014) | Tôn giáo ở Naypyidaw (2014) | Tôn giáo ở Naypyidaw (2014) |
| --------------------------- | --------------------------- | --------------------------- | --------------------------- | --------------------------- |
| Tôn giáo                    | Tôn giáo                    |                             | Tỷ lệ                       | Tỷ lệ                       |
| Phật giáo                   | Phật giáo                   |                             | 96.8%                       | 96.8%                       |
| Hồi giáo                    | Hồi giáo                    |                             | 2.1%                        | 2.1%                        |
| Cơ Đốc giáo                 | Cơ Đốc giáo                 |                             | 1.1%                        | 1.1%                        |

Lãnh thổ Liên bang Naypyidaw (tiếng Miến Điện: နေပြည်တော် ပြည်တောင်စုနယ်မြေ, còn được gọi Naypyitaw) là đơn vị hành chính ở miền trung Myanmar.  Lãnh thổ Liên bang bao gồm thủ đô Myanmar, Naypyidaw.

## Đơn vị hành chính
Lãnh thổ Liên bang Naypyidaw bao gồm các huyện và thị trấn sau:
- Huyện Ottara (Bắc Naypyidaw)
  - Thị trấn Ottarathiri (ဥတ္တရသီရိမြို့နယ်)
  - Thị trấn Pobbathiri (ပုဗ္ဗသီရိမြို့နယ်)
  - Thị trấn Tatkone (တပ်ကုန်းမြို့နယ်)
  - Thị trấn Zeyathiri (ဇေယျာသီရိမြို့နယ်)
- Huyện Dekkhina (Nam Naypyidaw)
  - Thị trấn Dekkhinathiri (ဒက္ခိဏသီရိမြို့နယ်)
  - Thị trấn Lewe (လယ်ဝေးမြို့နယ်)
  - Thị trấn Pyinmana (ပျဉ်းမနားမြို့နယ်)
  - Thị trấn Zabuthiri (ဇမ္ဗူသီရိမြို့နယ်)

## Hành chính
Lãnh thổ Liên bang Naypyidaw được quản lý trực tiếp bởi Tổng thống Myanmar. Chức năng quản lý đại diện Tổng thống thường nhật là Hội đồng Naypyidaw do một Chủ tịch đứng đầu. Thành viên trong Hội đồng do Tổng thống. Chủ tịch và thành viên Hội đồng thường là quan chức dân sự và lực lượng vũ trang Myanmar.
Ngày 30/3/2011, Tổng thống Thein Sein bổ nhiệm Thein Nyunt làm chủ tịch của Hội đồng Naypyidaw, cùng với 9 thành viên: Than Htay, Đại tá Myint Aung Than, Kan Chun, Paing Soe, Saw Hla, Myint Swe, Myint Shwe và Myo Nyunt.
Ngày 5/4/2016, Tổng thống Htin Kyaw bổ nhiệm Myo Aung làm chủ tịch Hội đồng Naypyidaw.